# Довічна рента
«Довічна рента» (фр. Le Viager) — французька кінокомедійна стрічка 1972 року режисера П'єра Чернія. Головні ролі виконали: Мішель Серро, Мішель Ґалабрю та Клод Брассер. Прем'єра відбулась 2 лютого 1972 року.

## Синопсис
У 1930 році Леон Ґаліп'ю (Мішель Ґалабрю), 59-річний холостяк, здає будинок в Сен-Тропе в довічну ренту. Ті, хто підписують з ним угоду, гадають, що зробили вдалу операцію. Але проходить 20 років, а холостяк як й раніше живий та сповнений сил. І всі спроби відправити його на той світ виходять боком зловмисникам. У 1971 році нашому герою виповнюється сто років, і він все ще у прекрасній формі.

## У ролях
- Мішель Серро — Луї Мартіне
- Мішель Ґалабрю — Леон Ґаліп'ю
- Клод Брассер — Ноель Ґаліп'ю
- Розі Варт[fr] — Ельвіра Ґаліп'ю
- Одетт Лор[fr] — Маргарита Ґаліп'ю
- Жан-П'єр Даррас[fr] — Еміль Ґаліп'ю
- Жан Карме — Метр В'єрзон, адвокат Ноеля Ґаліп'ю
- Ів Робер — Букінья-Дюман, фіцер
- Жан Рішар[fr] — Жо, злодій
- Жерар Депардьє — Віктор, злодій
- Ноель Роквер — дідусь, батько Ельвіри Ґаліп'ю
- Мадлен Клерванн[fr] — бабуся, мати Ельвіри Ґаліп'ю
- Клод Леґро[fr] — Люсьєн, листоноша
- Бернар Лавалетт[fr] — заступник мера Сен-Тропе
- Жан Мішо[fr] — прокурор
- Жак Іллінг[fr] — головуючий суду
- Ів Барсак[fr] — поліціянт
- Філіп Кастеллі[fr] — артист кабаре
- Рауль Кюре[fr] — кіномеханік
- Рене Рено[fr] — Жанно
- Антуанетта Мойя[fr] — Анжела, дружина листоноші
- Ален Ліонель[fr] — лікар
- Ґабріель Жаббур[fr] — Левассер
- Ґі Верда — фотограф у кабаре
- Едмон Ардіссон[fr] — провідник у потязі
- Беатріс Шательє[fr] — медсестра
- Робер Беррі[fr] — гість начальника поліції
- Жан Франваль[fr] — гість начальника поліції
- Роже Люмон[fr] — генерал Фон Шварценберг
- Жоелль Бернар[fr] — повія
- Аріана Аскарід — епізодична роль
- Поль Пребуа — епізодична роль
- Жак Рулан[fr] — епізодична роль
- Анрі-Жак Юе[fr] — епізодична роль
- Поль Бісціл'я[fr] — епізодична роль
- Бріжіт Бардо — камео (немає у тирах)
- Мішель Мерсьє — дівчина на балу (немає у титрах)
- Жак Шар'є — епізодична роль (немає у титрах)